# 로 임페르도나블레 (1975년 텔레노벨라)
《로 임페르도나블레》(스페인어: Lo imperdonable)은 1975년 방영된 멕시코의 텔레노벨라이다.